# Stanisław Barabasz
Stanisław Barabasz (ur. 7 maja 1857 w Bochni, zm. 23 października 1949 w Zakopanem) – malarz, architekt, pionier polskiego narciarstwa, pedagog i myśliwy – autor wielu artykułów o tematyce łowieckiej. Był młodszym bratem pianisty Wiktora Barabasza.

## Życiorys
Ukończył  Instytut Techniczny w Krakowie, następnie architekturę na  Politechnice  Wiedeńskiej. Studiował też w Szkole Przemysłu Artystycznego przy Austriackim Muzeum Sztuki w Wiedniu. 
W grudniu 1888 zaczął używać nart w Cieklinie koło Jasła podczas polowań. Jazdę na nartach ćwiczył na krakowskich Błoniach. Narty wzorował na norweskich „ski”. W 1894 pojawił się w Zakopanem z nartami, dając początek zakopiańskiemu narciarstwu. Do historii przeszła jego wyprawa narciarska z 1894 wraz z Janem Fischerem do Czarnego Stawu Gąsienicowego. 
W latach 1884–1901 pracował jako nauczyciel rysunku w szkołach zawodowych w Krakowie. Do Zakopanego przeprowadził się w 1901. W latach 1901–1922 był kierownikiem Państwowej Szkoły Przemysłu Drzewnego w Zakopanem, gdzie wprowadzał podhalańskie motywy zdobnicze w meblarstwie. 
28 lutego 1907 wraz z Mieczysławem Karłowiczem i Mariuszem Zaruskim założył drugi w Polsce klub narciarski – Zakopiański Oddział Narciarzy Towarzystwa Tatrzańskiego, którego był pierwszym prezesem do 1910. Barabasz przyczynił się do powstania Tatrzańskiego Ochotniczego Pogotowia Ratunkowego w 1909.
Został pochowany na Nowym Cmentarzu przy ul. Nowotarskiej w Zakopanem (kw. P1-A-6).

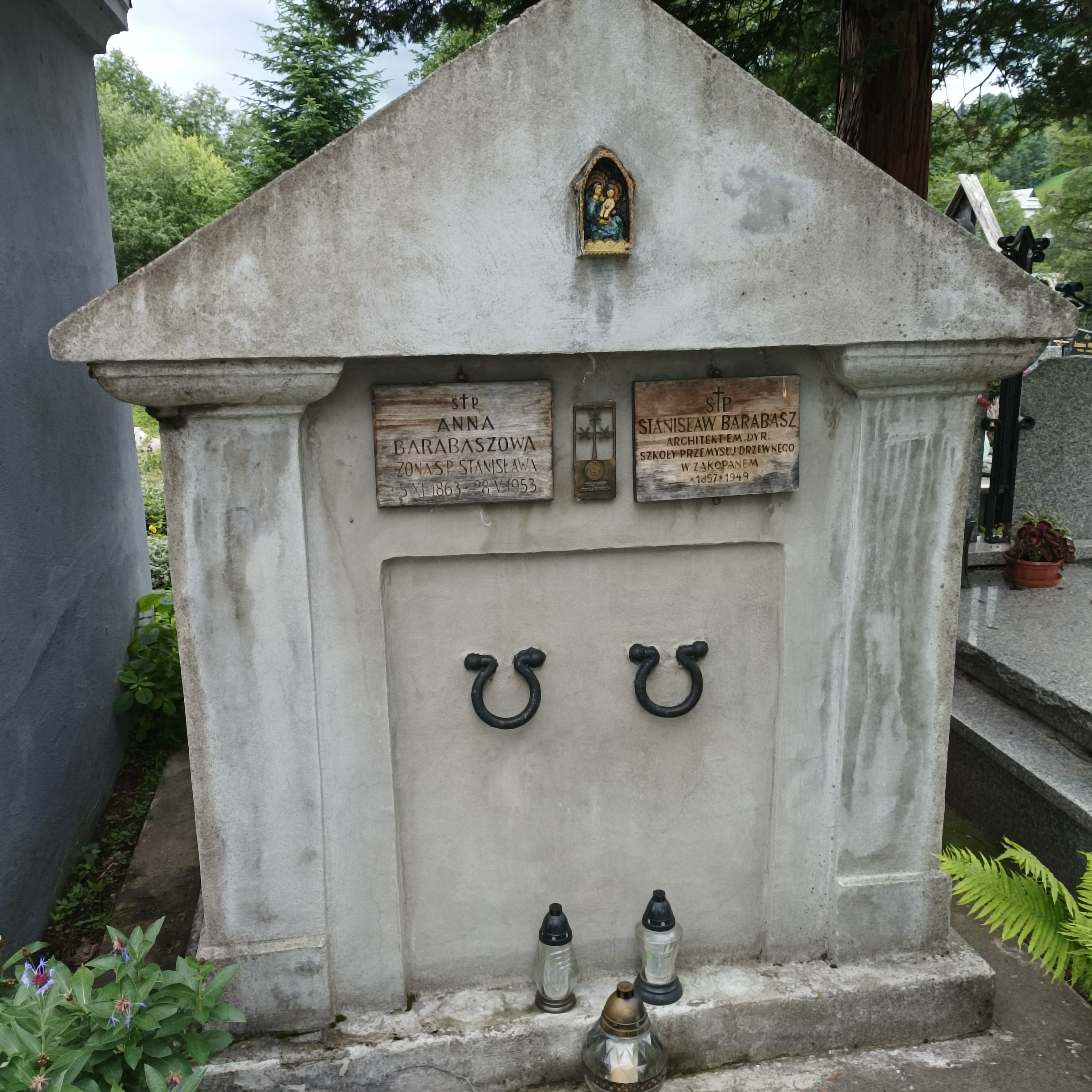
Grób Stanisława Barabasza na Nowym Cmentarzu w Zakopanem

## Główne prace
- Wspomnienia narciarza, Zakopane 1914,
- Sztuka ludowa na Podhalu, Lwów 1928, Lwów 1930, Lwów 1932,
- Z przeżyć myśliwskich, Lwów 1929,
- Niedźwiedź w Tatrach, Kraków 1929,
- Dwie wycieczki, artykuł w czasopiśmie „Zakopane”,
- Początki mojego narciarstwa.